# Goitói csata
A goitói csata 1848. május 30-án zajlott le az 1848–49-es észak-itáliai szárd-osztrák háború (olasz történészek szokásos szóhasználatában az „első olasz függetlenségi háború”) első szakaszában. A Lombardia felől az Erődnégyszög felé nyomuló Károly Albert király által vezetett szárd–piemionti királyi haderő, miután több ütközetben sikert ért el a venetói Erődnégyszög felé visszahúzódó osztrák hadsereg ellen. Radetzky császári tábornagy csapatai ellentámadást indítottak a Mincio folyónál álló piemonti csapattestek bekerítésére, és az ostromolt Peschiera erőd felmentésére. Radetzky támadását a szárd-piemonti csapatok elhárították, és az osztrákokat visszavonulásra kényszerítették.

## Előzmények
1848. március 15-én (a magyar forradalommal egyazon napon) Károly Albert szárd–piemonti király, aki saját koronája alatt kívánta egyesíteni egész Itáliát, hadat üzent a terveinek útjában álló Osztrák Császárságnak. Hadat indított az észak-itáliai osztrák csatlós fejedelemségek – elsősorban a Lombard–Velencei Királyság – meghódítására. Lombardia fővárosában, Milánóban kirobbant az „ötnapos felkelés” (1848. március 18–22). Ötnapos utcai harcok után a lombard–velencei osztrák helyőrség parancsnoka, Radetzky tábornagy elrendelte Milánó kiürítését. Más lombardiai városokban is felkelések törtek ki, megkezdődött az „első itáliai függetlenségi háború”.
Március 21-én – fellázadt alattvalóinak követelésére – Toszkána nagyhercege, a Habsburg-házból való Lipót főherceg is belépett a Habsburg Birodalom elleni háborúba, és katonákat küldött Károly Albert seregébe. A pápai állam és a Nápoly–Szicíliai Királyság is csapatkontingenst küldött, nehogy a radikális republikánus felkelők kezébe kerüljön a kezdeményezés. A szövetségesek beérkezéséig a szárd–piemonti haderő egymaga megkezdte a háborút. Március 25-én behatoltak Milánóba, két napra rá a szárd–piemontiak bevették Páviát, gyakorlatilag egész Lombardia a kezükre került. Radetzky erői Lombardia és Venetó határvidékére, a jól védhető venetói Erődnégyszögbe vonultak vissza, erősítésre várva. A Mantova – Peschiera – Verona – Legnago erődjei által alkotott, stratégiai fontosságú Erődnégyög (Quadrilatero) birtoklása révén az osztrák császári csapatok ellenőrizhették egész Észak-Itáliát, és biztosíthatták az Etsch (Adige) folyón völgyében észak felé futó fontos útvonalakat, amelyek Lombardiát és Tirolt kötötték össze.

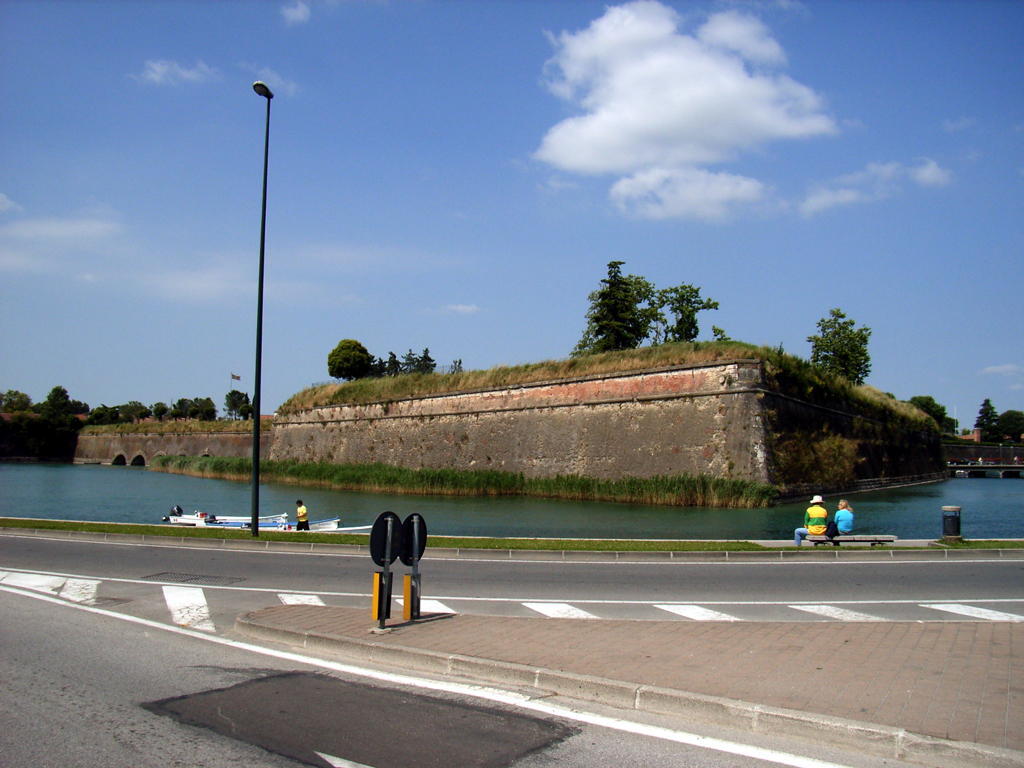
Peschiera erődje

Április 8-án a szárd–piemonti bersaglierik (lövészgárdisták) rohammal elfoglalták a Mincio határfolyó fontos kőhídját Goitónál, ezen átkelve közvetlenül veszélyeztették a stratégiai fontosságú Erődnégyszög nyugati szárnyát. A szárd–piemontiak rövid időn belül két újabb csatát nyertek, a Mincio mentén fekvő Valeggiónál (április 9.) és Monzambanónál (április 10.). 
Ezután benyomultak az Erődnégyszögbe, április 13-án ostrom alá vették Peschiera del Garda erődjét. Április 30-án a pastrengói csatában nagyobb győzelmet arattak Radetzky csapatai felett, ezzel az ostromlott Peschiera erődöt elvágták Veronától, és veszélyeztették az Etsch folyó bal partján a Veronát Trentóval és Tirollal összekötő útvonalat. A pastrengói győzelem után Károly Albert Verona felé indult, hogy felkelésre bírja a lakosságot, de május 6-án Santa Luciánál (ma Verona része) az osztrákok visszaverték.
Közben Mantovába megérkezett a Radetzky által várt osztrák csapaterősítés, 35 000 katona. Radetzky ellentámadásra indult az ostromlott Peschiera felmentésére és a goitói híd visszaszerzésére. A délnek vonuló hadoszlop május 28–29-én a közeli Curtatone és Montanara (ma Curtatone része) községekben toszkánai egyetemek önkénteseiből álló felkelő csapatba ütközött. Radetzky megtörte az elsáncolt önkéntesek ellenállását és folytatta hadműveletét, de késedelme módot adott Károly Albertnek, hogy felkészíthesse saját csapatait a Radetzky által tervezett déli irányú átkaroló hadművelet elhárítására, amelynek célja a Goitónál elhelyezkedő szárd–piemonti hadtest bekerítése, Károly Albert jobbszárnyának felszámolása lett volna.

## Az ütközet lefolyása
Károly Albert király 1848. május 30-án a Somenzari-dombokon várta az osztrák támadást, amely délután 3 órakor meg is indult. Radetzky csapatainak első rohama egészen nyíltan a Goitónál állomásozó piemonti balszárny ellen irányult. A tábornagy azonban hamarosan megindított egy átkaroló támadást a kedvezőtlen helyzetben álló piemonti jobbszárny ellen. A osztrák lökés ereje visszavetette az itteni piemonti dandárt.
A piemontiak azonnal ellentámadásba mentek át, ez visszavetette Radetzky csapatait, akik védőállásokba húzódtak. Este 18 óra körül Viktor Emánuel trónörökös nagyobb erőkkel indított új ellentámadást. Két piemonti dandárral az osztrák közép és a balszárny ellen rohamozott. A nagy erejű roham kivetette állásaikból az osztrákokat, akik sietve visszavonultak Rivalta (ma Rodigo része) és Sacca (ma Goito része) községek irányában. A csata mintegy négy órán át tartott. Mindkét harcoló fél aránylag kis veszteségeket szenvedett. A piemonti győzelem megakasztotta Radetzky kísérletét a szárd–piemonti haderő bekerítésére és megsemmisítésére. Le kellett mondania az ostromlott Peschiera del Garda felmentéséről is.
A peschierai erődöt védő Rath tábornok katonái, akik 6 héten át dacoltak az ostromlókkal, ugyanezen a napon, május 30-án végül feladták az erődöt. Károly Albert helyzete Lombardiában megszilárdult, az Erődnégyszög egyik fontos pillére a kezükre jutott, az osztrákok defenzívába szorultak.
A piemontiak ezt a győzelmet a lombardiai hadjárat egyik legnagyobb haditettének érezték, hiszen felülkerekedtek a nagy tapasztalatokkal rendelkező, hírneves Radetzky tábornagy jól felszerelt, alapvetően jól irányított és fegyelmezetten harcoló csapatain. A diadal örömére az olaszok nagy népünnepélyeket rendeztek, a sikeres hadvezért, Károly Albert szárd–piemonti királyt spontán népgyűléseken „egész Itália királyává” kiáltották ki.

## Fordulat a háború menetében
Ez volt Károly Albert utolsó komolyabb győzelme. Röviddel a goitói csata után fordulni kezdett a kocka. Az erőviszonyok megváltoztak. Franciaországban, az osztrák koronatartományokban és a Magyar Királyságban felülkerekedtek a konzervatív erők. Az osztrák császár egyházszakadással fenyegette IX. Piusz pápát, aki ennek hatására visszarendelte 10 000 főnyi csapatkontingensét. A belső felkelésektől fenyegetett II. Ferdinánd nápoly–szicíliai király is hazarendelte csapatait. Az Erődnégyszögbe visszavonult Radetzky viszont újjászervezte csapatait és erősítéseket is kapott Ausztriából.
A magára hagyott Károly Albert király határozatlanul és tétlenül töltött el csaknem másfél hónapot. Július közepén aztán seregének egy részével Mantova bevételére indult, de haderejét túlságosan hosszú arcvonalon húzta szét, és stratégiailag kedvezőtlen helyzetbe manőverezte magát. A tapasztalt Radetzky kihasználta a kedvező alkalmat, ellenoffenzívát indított, és 1848. július 25-én a custozzai csatában döntő vereséget mért a piemonti csapatokra. Augusztus 8-án Károly Albert kénytelen volt megkötni az ún. Salasco-fegyverszünetet, amelyben lemondott hódító céljairól, és kivonult Lombardiából. Ausztria egyelőre helyreállította észak-itáliai uralmát, a háború első szakasza lezárult. Károly Albert csak 1849 tavaszán próbálkozott újabb hadjárattal.